# Q – Sexual Desire
Q – Sexual Desire (Originaltitel: Q) ist ein französisches Erotikdrama aus dem Jahr 2011. Der in Episoden unterteilte Film erschien am 14. September 2011 in Frankreich.

## Handlung
Die Episoden behandeln verschiedene junge Menschen und sind miteinander verflochten.
Cécile versucht den Verlust ihres Vaters durch Affären zu kompensieren. Dies führt sie allerdings in einen Teufelskreis. Sie beschließt die Asche ihres Vaters zu stehlen und am Meer zu verstreuen, wo die beiden häufiger gemeinsam zur Entspannung waren. Die Asche in einem einfachen Plastiktopf verstaut, macht sie sich auf den Weg an die Küste. Dort verführt sie der Reihe nach Männer verschiedenen Alters und gesellschaftlicher Stellung. Ihr Freund, der Kleinkriminelle Chance, ist zu allem Überfluss nicht in der Lage, ihre sexuellen Vorlieben zu erfüllen.
Die prüde und spießige Alice träumt von einem großen Haus, Pferden und vielen Kindern. Ihre Einstellung und ihr Auftreten hat zur Folge, dass ihr Ehemann, der Automechaniker Matt, untreu wird. Als sie Cécile begegnet, will sie Alice dabei helfen, für ihren Mann attraktiver zu erscheinen, beginnt aber selbst erotische Gefühle für Matt zu entwickeln.
Virginie lebt auf dem Land und verliert sich selbst in einer unerfüllten sexuellen Scheinwelt. Unterbrochen wird der Film durch Szenen mit den drei Frauen nackt in der Dusche, in denen sie sich über Sex unterhalten.

## Hintergrund
Regisseur Bouhnik castete die Schauspieler über eine öffentliche Anzeige und suchte professionelle oder Amateur-Schauspieler und -Schauspielerinnen im Alter von 20 bis 40 Jahren. Er setzte voraus, dass diese bereit dazu sind, explizite Szenen mit sexuellen Handlungen zu drehen. Die Szenen, die sexuelle Handlungen zeigen, sind nicht gestellt.
Drehort war das französische Cherbourg im Département Manche. Das Budget lag bei geschätzten 1,5 Mio. US-Dollar. In Deutschland startete der Videoverleih am 17. Juni 2013. Eine gekürzte Fassung des Films wurde in Deutschland unter anderem auf Tele 5 gezeigt. Die ursprüngliche, 107 Minuten lange Filmfassung bekam von der FSK keine Jugendfreigabe. 2015 wurde eine knapp 106 Minuten lange Version ab 16 Jahren freigegeben.

## Rezeption
In der französischen Filmkritik wurde der Film insgesamt negativ aufgenommen. Isabelle Regnier schreibt in Le Monde, der Regisseur gebe vor, ein Tabu zu brechen, indem er der Sexualität ganz einfach den Platz zuweise, den sie – seiner Meinung nach – bei den Höhlenmenschen eingenommen habe. In Wirklichkeit gehöre er zum zeitgenössischen Phänomen des Amateurpornos.
„[...] kein Pornofilm im eigentlichen Sinn, sondern ein Film, in dem man über Sex spricht und wo Liebensgeschichten im Augenblick größter Intimität gezeigt werden, intim, so genau wie möglich, was die Technik betrifft, der sich die Akteure bedienen und mit Schauspielern, die vor der Kamera nicht gefakte Sexualakte abliefern.“
Der Filmdienst nennt ihn einen „Episodenfilm, in dem Männer und Frauen aus fadenscheinigen Gründen zueinanderfinden, die Daseinsfrage stellen und gemeinsam Sex haben“ und Cinema konstatiert: „Die Leidenschaft erstickt im Psychoquark“.